# António de Oliveira Salazar
Pour les articles homonymes, voir António Oliveira, Oliveira et Salazar.
António de Oliveira Salazar ([ɐ̃ˈtɔniu dɨ oliˈvɐjɾɐ sɐlɐˈzaɾ]), né le 28 avril 1889 à Vimieiro et mort le 27 juillet 1970 à Lisbonne, est un homme d'État portugais et Premier ministre du Portugal de 1932 à 1968. Arrivé au pouvoir sous la Dictature nationale (Ditadura Nacional), il la transforme en Estado Novo (« État nouveau »), un régime dictatorial et corporatiste qui dirige le Portugal de 1933 à 1974.
Juriste de formation, spécialisé en économie politique et finances publiques, Antonio Salazar entra dans la vie politique en tant que ministre des Finances avec le soutien du président Óscar Carmona, après le coup d'État du 28 mai 1926. Les militaires du régime se considéraient comme les gardiens de la nation à la suite de l'instable Première République, mais ils ignoraient les solutions pour redresser le pays. En un an, Salazar équilibra le budget et stabilisa la monnaie portugaise. Il produisit le premier de nombreux excédents budgétaires et lorsqu'il devint Premier ministre en 1932, il promut l'administration civile au sein du régime à un moment où la politique des autres nations du monde devenait de plus en plus militarisée. L'objectif de Salazar était la dépolitisation de la société, plutôt qu'une mobilisation de la population. Cependant, le Portugal resta largement sous-développé, sa population relativement pauvre et d'un faible niveau d'instruction par rapport au reste de l'Europe.
Opposé au communisme, au socialisme, au syndicalisme et au libéralisme, le régime de Salazar était de nature conservateur, corporatiste et nationaliste. Il était également capitaliste dans une certaine mesure, bien que de manière très conditionnée jusqu'au début de la phase finale de son règne, dans les années 1960. Salazar prit ses distances avec le fascisme et le nazisme, qu'il décrivit comme un « césarisme païen » ne reconnaissant pas de limites juridiques, religieuses et morales. Tout au long de sa vie, Salazar évita la rhétorique populiste. Il était généralement opposé au concept de partis politiques quand, en 1930, il créa l'Union nationale. Il décrivit et promut le parti comme un « non-parti » et annonça que l'Union nationale serait l'antithèse d'un parti politique. Salazar promouvait également le catholicisme, mais soutenait que le rôle de l'Église était social et non politique, et par conséquent négocia le Concordat de 1940 qui maintenait l'Église à distance. La devise du régime de Salazar était Deus, Pátria e Família (« Dieu, Patrie et Famille »), bien qu'il n'ait jamais transformé le Portugal en un État confessionnel.
L’Estado Novo permit à Salazar d'exercer un grand pouvoir politique. Il utilisa la censure et la police secrète PIDE pour réprimer l'opposition. Un des opposants, Humberto Delgado, qui contesta ouvertement le régime de Salazar lors de l'élection présidentielle de 1958, fut d'abord exilé puis assassiné par la police secrète. Salazar soutint Francisco Franco pendant la guerre civile espagnole et joua un rôle clé dans le maintien de la neutralité du Portugal pendant la Seconde Guerre mondiale, tout en fournissant de l'aide et de l'assistance aux Alliés.
Bien qu'il fût une dictature, le Portugal sous son règne participa à la fondation de certaines organisations internationales. Il fut l'un des douze membres fondateurs de l'Organisation du traité de l'Atlantique nord (OTAN) en 1949, rejoignit l'Union européenne des paiements (UEP) en 1950, fut l'un des membres fondateurs de l'Association européenne de libre-échange (AELE) en 1960, puis de l'Organisation de coopération et de développement économiques (OCDE) en 1961 et adhéra à l'Accord général sur les tarifs douaniers et le commerce (GATT) la même année. Son règne fut également marqué par le début des guerres coloniales en 1961. La doctrine du pluricontinentalisme constitua la base de sa politique territoriale, où l'Empire colonial portugais était considéré comme un État unifié s'étendant sur plusieurs continents. Après qu'il fut tombé dans le coma en 1968, le président Américo Tomás le démit de son poste de Premier ministre. L’Estado Novo s'effondra quatre ans après sa mort en 1970, lors de la révolution des Œillets de 1974.
Les évaluations de son régime varient, ses partisans louant certains de ses résultats et ses critiques dénonçant d'autres résultats ainsi que ses méthodes. Cependant, il y a un consensus général sur le fait que Salazar fut l'une des figures les plus influentes de l'histoire du Portugal. Au cours des dernières décennies, de nouvelles sources et méthodes ont été employées par les historiens portugais pour tenter d'éclaircir le bilan de sa dictature, qui dura trente-six ans.

## Biographie

### Jeunesse
Salazar est le quatrième et dernier enfant d'une modeste famille rurale, conservatrice et catholique, originaire de la Beira Alta. Son père, Antonio de Oliveira (1839-1932), est l'intendant d'un domaine terrien. Sa mère, Maria do Resgate Salazar (1845–1926), exploite la petite auberge familiale. Il a trois sœurs aînées.
Alors que l'ambition des parents est d'orienter leur fils vers le commerce, le curé de la paroisse préconise les cours du séminaire religieux de Viseu où il entre en 1900 à l'âge de 11 ans.
En 1905, il complète le cycle préparatoire. Il entreprend alors les études théologiques dominées par les courants thomistes en vigueur. Il conclut le cours en 1908 en étant major de sa promotion et reçoit les ordres mineurs. Il part ensuite suivre les cours du collège Barreiros pendant trois ans.

### Parcours académique et premiers pas en politique
Salazar est un cas unique parmi les « grands dictateurs » du XXe siècle dans la mesure où sa reconnaissance publique découle de son mérite universitaire.
À l'automne 1910, l'intégration de Salazar à l'université de Coimbra coïncide avec la chute définitive de la monarchie. À cette époque, l'université compte moins de 505 étudiants et y étudier revient à accéder à l'élite des futurs dirigeants du Portugal. Les étudiants se connaissent tous et maintiennent un réseau amical pour le reste de la vie. Le temps que Salazar passe à Coimbra sera une escalade jusqu'au sommet de la hiérarchie académique.
Au départ, Salazar s'inscrit en Lettres puis change rapidement pour le Droit. Il ne tarde pas non plus à adhérer au Centro Académico de Democracia Cristã (pt) (CADC), un mouvement étudiant fondé dix ans auparavant pour défendre les principes politiques et sociaux du Pape Léon XIII. Le plus souvent de façon anonyme, il s'illustre, dès ses années d'étudiant, par des articles utilisant ses connaissances en droit administratif pour pourfendre la politique menée par les gouvernants républicains. Ces derniers défendent une ligne dure de la séparation de l'Église et de l’État, consacrée en 1910.
Pour Salazar, le CADC deviendra l'estrade de ses premières déclarations publiques abordant les affaires politiques, dans le détail. Salazar y rencontre la majeure partie de ses amis de faculté dont le plus intime est Manuel Cerejeira, un prêtre du Minho qui, après Coimbra, atteindra rapidement le sommet de la hiérarchie de l'Église portugaise, devenant, en 1929, cardinal-patriarche de Lisbonne. Tout au long de leur carrière respective, les deux hommes maintiendront une correspondance régulière mais distante.
En 1912, Cerejeira fonde le journal O Imparcial (pt), qui vise à attaquer l'anticléricalisme régnant à l'université. Salazar y contribue régulièrement en signant ses articles du pseudonyme Alves da Silva, en y abordant des questions de réforme éducative, de droit des religions et de vie universitaire. Ses premiers articles dévoilent une maîtrise du droit administratif, en particulier du droit administratif des biens, qui lui vaudra plus tard le surnom de « Maurice Hauriou portugais ».
En mars 1912, dans un article intitulé « Tristezas não Pagam Dívidas » — « Les peines ne paient pas les dettes » — , Salazar plus politique met en perspective les principes de Léon XIII, les idéaux qui animent le CADC et la réalité d'un Portugal gouverné par les républicains :
« Contemplée à la lumière de ces principes élevés, la situation présente de notre pays ne permet pas un souffle d'espoir ni ne rallume dans nos âmes patriotes les frissons impétueux qui, dans la trajectoire olympique de notre espèce, traça d'éloquents tableaux d'épopées. (…) Le Portugal est actuellement un cataclysme en marche. Nous réveillerons-nous ? Nous sauverons-nous ? Voici la grande, l'impressionnante inconnue, dont les responsabilités incombent — toutes ! — à des caciques désorientés, qui veulent dépecer les plus vigoureux piliers de l'âme portugaise et la pousser ensuite dans le fossé où se décomposent les nations détériorées et moribondes. »
Le 8 décembre 1912, Salazar prend la parole lors de la session d'ouverture des activités du CADC pour l'année universitaire en cours. Il recourt à son plan rhétorique favori, allant du bas vers le haut, en se concentrant successivement sur l'individu, puis la famille, pour finir sur le pays. L'Homme est la base de la société et les changements sociaux doivent seulement s'accomplir par l'éducation. Mais ces changement ne doivent pas être conduits au détriment des familles, la première et la plus importante source d'éducation de l'individu.
La famille est, pour Salazar, « la cellule sociale dont la stabilité et la fermeté sont les conditions essentielles du progrès ». Comme démocrates chrétiens, les membres du CADC doivent suivre ces devoirs et non s'esquiver, sans tomber dans le piège traditionnel qui les attendait : une vie parasitaire passée à servir l'État, travaillant peu et ne créant rien. Le travail, dit-il, est plus qu'une simple création de richesse : une école de vertu.
Partant de ces prémisses, Salazar aborde alors le rôle du chrétien dans la politique portugaise. Le Portugal, dit-il, pourrait être une République, mais n'est pas une démocratie. La réaction populaire contre les privilèges est allée trop loin et de nouveaux privilèges et formes d'exclusions se sont créés. Dans de telles circonstances, il ne peut y avoir de liberté, d'égalité ni de fraternité — des principes engendrés, défend-il, par les enseignements chrétiens :
« Nous, bien entendu mes chers Messieurs, bien que nous nous appelions démocrates-chrétiens, nous ne reconnaissons pas pour autant une démocratie qui ne soit pas fondée sur le Christianisme, car hors du Christianisme, nous ne comprenons pas ce qu'est ou pourrait être la liberté, l'égalité et la fraternité humaine. »
La conclusion est simple : les catholiques ne doivent pas se limiter à désirer être « tolérés » par la classe politique ; ils devraient plutôt revendiquer une place au centre de la politique et la conquérir par leur travail. C'était aux autres d'apprendre à être tolérants et comprendre que la religion n'est pas l'ennemie du progrès, mais un ingrédient essentiel de moralité, d'ordre et civilisation :
« Le christianisme sous sa forme parfaite et complète ne s'oppose pas aux libertés publiques ou aux institutions modernes. Et si entre démocratie et Église, il existe un malentendu très grave, c'est à nous, démocrates-chrétiens, qu'il revient précisément de le réparer. »
Il obtient sa licence de droit en 1914 et devient enseignant à la faculté alors qu'il prépare un doctorat en sciences économiques sur « Le taux de l'or : sa nature et ses causes (1891-1915) » (1916). Il devient ensuite titulaire de la chaire d'économie politique et de finances publiques de la faculté de droit de Coimbra.
En 1919, il est accusé de participer à un complot royaliste ; cette accusation l'amène à s'engager en politique contre la république ouvertement anticléricale de l'époque. Il écrit des articles remarqués sur la situation financière du Portugal et entre en politique à l'époque du mouvement révolutionnaire du 19 octobre 1921, fondant un nouveau parti, le Centre catholique (pt), qui rassemble républicains et monarchistes. À l'université, il côtoie Manuel Gonçalves Cerejeira, le futur cardinal-patriarche de Lisbonne. Ses opinions et ses liens avec le mouvement de la Jeunesse catholique lui permettent d'être élu, en 1921, pour un bref mandat de député catholique du Centre académique de démocratie-chrétienne (CADC) au Parlement. Après avoir assisté à sa première session, il décide de ne plus y siéger. Influencé par les idées de Charles Maurras,, il prône déjà un État fort, tout en préconisant une transformation de l'État « par l'intérieur ». Il devient progressivement le chef de son groupe, obtenant également le soutien de l'Église portugaise, mais aussi de l'Union du commerce et de l'industrie. Malgré une ascension rapide dans la hiérarchie de l'université de Coimbra, l'ambition politique de Salazar doit marquer le pas jusqu'au coup d'état de 1926 dans la mesure où ses prédilections politiques catholiques ne sont pas dans les bonnes grâces de la Première République portugaise. Cette année-là, l'Armée fait tomber un régime devenu moribond, cherchant ensuite à constituer une équipe de spécialistes civils destinée à remettre en état les finances et la vie économique du pays et à aider à remodeler de nouvelles institutions politiques. En 1928, à l'âge de 39 ans, Salazar devient le « dictateur des finances » du pays, assumant le ministère des Finances ; quatre ans plus tard, il est nommé président du Conseil des ministres, charge qu'il occupe pendant les trente-six années suivantes.

### Arrivée au pouvoir

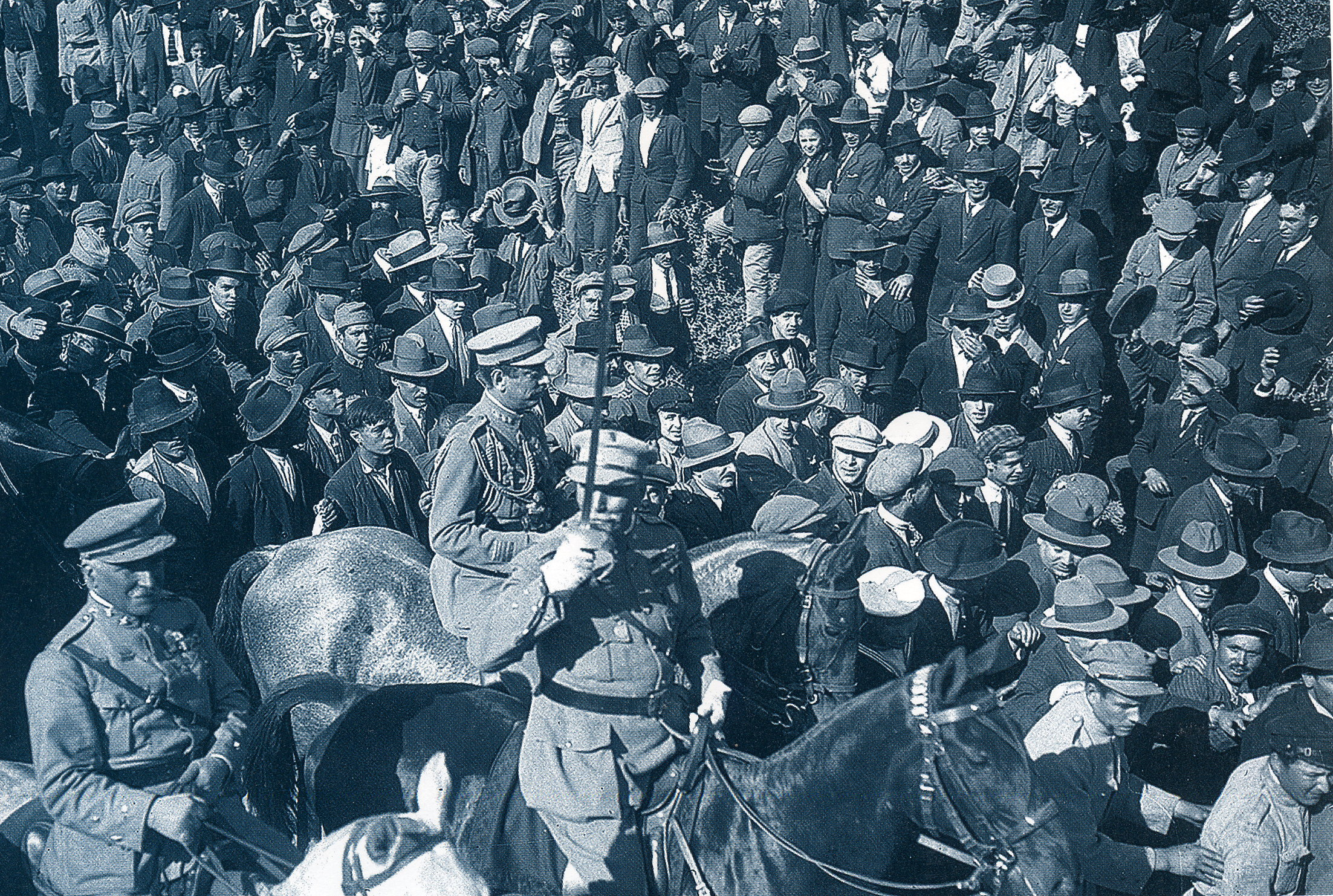
Défilé de troupes, 28 mai 1926.

En 1926, un régime militaire dirigé par Mendes Cabeçadas, puis par le général Gomes da Costa, met fin au régime parlementaire. C'est le début de la Deuxième République portugaise ou « dictature nationale ». Le Portugal vit alors une crise économique et militaire. Si les militaires mettent fin à la république, ils ne viennent pas à bout de la grave crise que connaît le pays. En 1928, Mendes Cabeçadas nomme, sur les conseils de Cunha Leal (pt), Salazar au poste de ministre des Finances. Salazar démissionne au bout de quatre jours, estimant ne pas avoir les moyens d'agir comme il le souhaite. Il réclame les pleins pouvoirs afin d'assainir la situation financière du pays au bord de la banqueroute. Le gouvernement va être obligé de demander l'aide de la Société des Nations pour s'en sortir. L'orgueil national est touché. Le nom de Salazar s'impose encore une fois. Le 18 avril 1928, Óscar Carmona le nomme à nouveau aux Finances. Salazar a alors le pouvoir d'imposer ses conditions : aucun escudo ne doit être dépensé sans son accord.
En un an, il procède à un redressement financier spectaculaire : rétablissement de l'équilibre budgétaire et stabilisation de la monnaie. Même si Salazar n'est pas encore chef du gouvernement, il sait utiliser les crises politiques afin de consolider son pouvoir. En 1930, il cumule les portefeuilles des Finances et des Colonies.
Le 25 juin 1932, Salazar est nommé président du Ministère (chef du gouvernement) par le président de la République, le général Óscar Carmona. Salazar consolide le régime autoritaire en prenant ses distances avec les milieux qui l'ont soutenu, en créant un mouvement qui deviendra le parti unique (l'Union nationale) et en instaurant une nouvelle Constitution (pt) approuvée par référendum en 1933 ; celle-ci lui confère les pleins pouvoirs et le contrôle total de l'État en qualité de président du Conseil. C'est l'Estado Novo (l'État nouveau).

### L’État nouveau, un régime autoritaire
Salazar met en place l'Estado novo (l'État nouveau), un régime autoritaire, conservateur, nationaliste et s'inspirant du catholicisme social. L’État nouveau est anti-communiste mais ne prétend pas développer la puissance de l'État en un régime fasciste. Dans la doctrine de Salazar, l’État a vocation à protéger et servir d'arbitre à une économie organisée sur le principe du corporatisme. En outre, reconnu pour son mode de vie simple et ascétique, Salazar n'introduit pas de culte de la personnalité, contrairement aux autres dictatures contemporaines. Le régime a pour devise officielle : « Dieu, Patrie, et Famille », détourné plus tard par dérision péjorative en « triple F » pour Fado, Fátima et Football,. Le régime est difficile à catégoriser, à tel point que Salazar s'en amuse en le surnommant une « dictature des docteurs ». En pratique, en effet, Salazar est le chef d'un groupe d'universitaires, à l'origine originaires de la faculté de droit de Coimbra, qui dirigent l’État nouveau : ceux que l'historien Jorges Pais de Sousa, suivi par l'historien du droit Oscar Ferreira, a surnommés les « cathédocrates »,
Salazar assoit la direction du pays sur une réunion des pouvoirs, avec un parti unique, l'Union nationale, l'Église catholique romaine et les corporations pour prendre le contrôle de la société portugaise et s'assurer le soutien de riches propriétaires, d'industriels et de banquiers.
En économie, Salazar impose, surtout à partir de 1933, un régime corporatiste, inspiré des encycliques pontificales. Le corporatisme portugais se distingue du système italien en laissant une véritable autonomie aux corps de métiers et à l'Église catholique, ce qui lui vaut d'être plébiscité en France par l'extrême droite et la partie de la droite tentée par la solution corporatiste. C'est particulièrement net pour les questions agricoles. Bien des aspects de la révolution nationale du maréchal Pétain trouveront leur origine dans le salazarisme.
Les syndicats et la presse indépendante sont interdits ainsi que toute opposition politique, dissidence ou autre institution hostile. Ainsi le Parti communiste portugais (PCP) et son chef Alvaro Cunhal devront-ils opérer clandestinement ou à partir de l'étranger.
L'armée et la police politique surveillent le pays, en ayant notamment recours à des indicateurs, les bufos, fondus dans la population:
En 1933, aidé par le capitaine Agostinho Lourenço, il met en place, une police politique, la PVDE (Polícia de Vigilância e Defesa do Estado (pt) ou Police de Surveillance et de Défense de l'État), qui devient en 1945 la PIDE (Police Internationale et de Défense de l'État) puis, après sa mort, la DGS (Direção-Geral de Segurança (pt) ou Direction Générale de Sécurité). Son rôle est de surveiller la population, de chasser les opposants au régime en métropole et dans les colonies et d'appliquer la censure. Selon certaines sources, la PVDE est mise en place avec l'appui de la Gestapo et de la police fasciste italienne, mais selon le Professeur Douglas Wheeler, la PVDE a été établie sous l’influence du MI5 anglais, par le capitaine Agostinho Lourenço, un anglophile qui, après la Seconde Guerre mondiale, est devenu président d'Interpol. Selon Douglas Wheeler, l'influence de la Gestapo dans la création de PVDE est impossible par ordre chronologique : la Gestapo fut créée en avril 1933 et Agostinho Lourenço a commencé à travailler à la création de la PVDE en 1932.
Les prisonniers politiques sont incarcérés dans des centres de rétention. La torture y est couramment pratiquée, comme la prison de Caxias, près de Lisbonne, ou celle de Tarrafal, dans les îles du Cap-Vert.
Durant la guerre d'Espagne et compte tenu de son aversion pour le communisme, il apporte son soutien à Francisco Franco dans sa lutte contre les Républicains[réf. souhaitée]. Il ouvre ses ports au transit, y compris au transport d'armement par l'Allemagne nazie et l'Italie fasciste au profit des nationalistes espagnols[réf. souhaitée], et met à disposition des franquistes des moyens de communication et de propagande[réf. souhaitée]. Il permet également qu'une Légion portugaise de 12 000 hommes participe aux combats contre les républicains[réf. souhaitée]. L’aide de Salazar dans les six premiers mois du conflit se révèle décisive pour la victoire de Franco en 1939[réf. souhaitée]. Les relations personnelles entre les deux hommes ne seront cependant jamais amicales.
La personnalité de Salazar tranche avec celles des autres dictateurs de cette époque. Il mène une vie de moine, ascétique et modeste, travaillant dans sa petite maison du centre de Lisbonne, protégée par deux sentinelles seulement[réf. nécessaire].

### Seconde Guerre mondiale

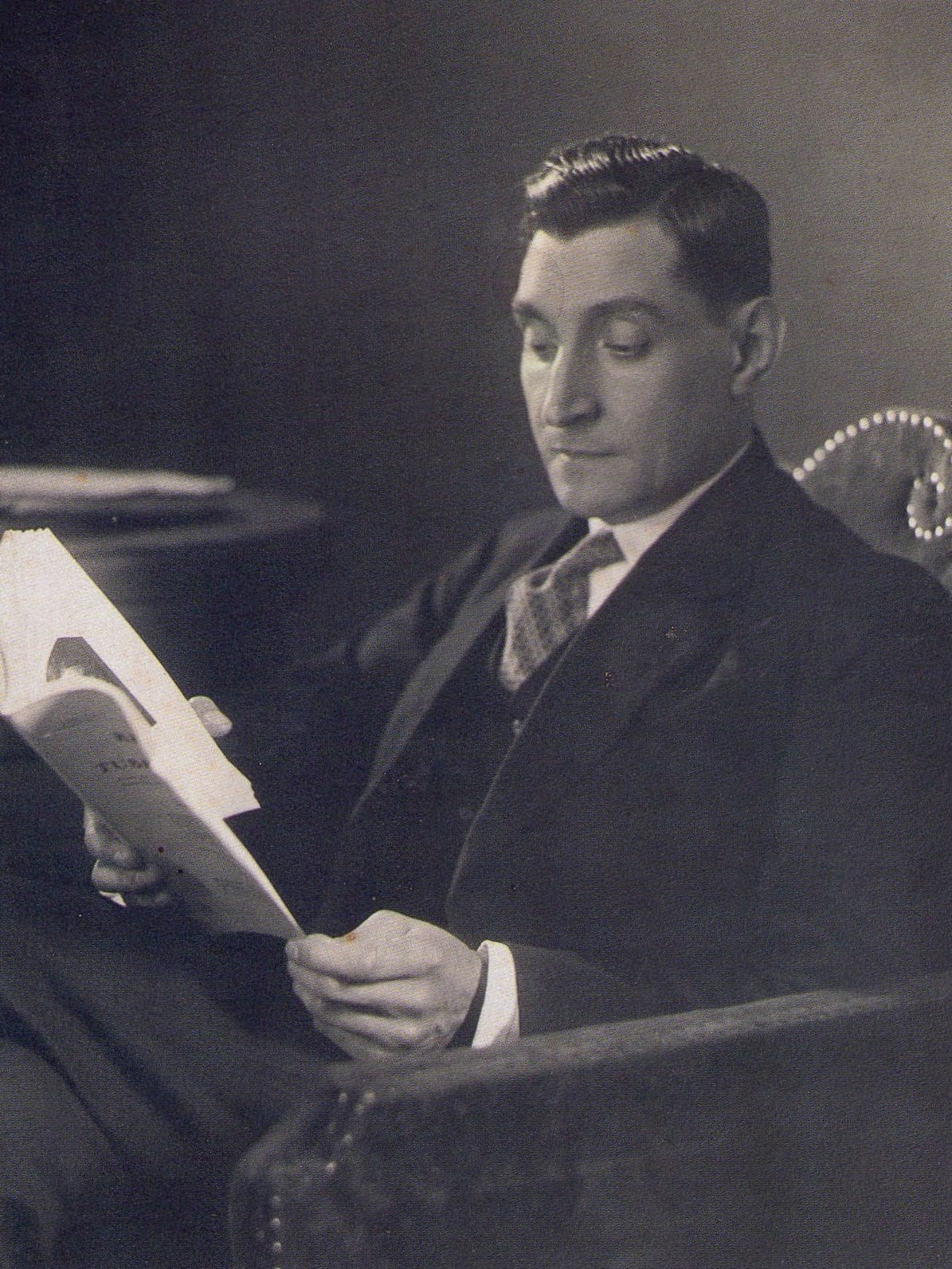
António de Oliveira Salazar en 1940.

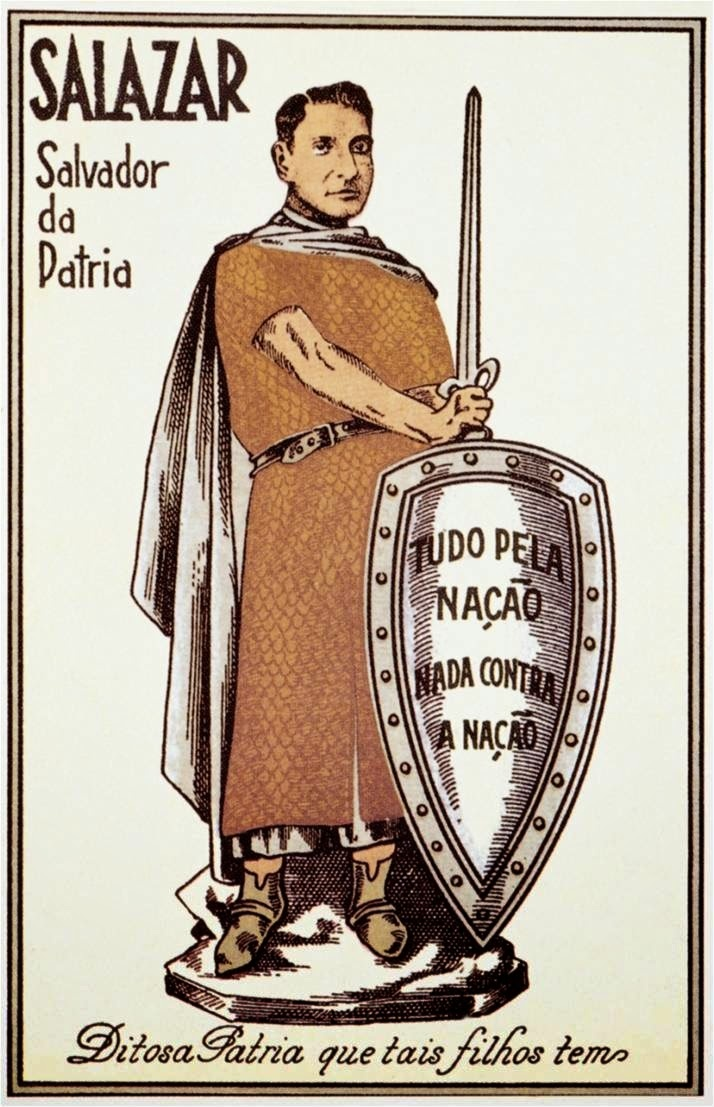
Affiche de propagande représentant Salazar comme le roi Alphonse Ier. La devise dit "Tout pour la nation, rien contre la nation".

Durant la Seconde Guerre mondiale, il parvient à stabiliser les finances grâce à une politique monétaire restrictive au prix d'un déficit en denrées alimentaires et d'une importante inflation. Il réussit à maintenir une neutralité apparente (pour préserver l'alliance avec le Royaume-Uni). En effet, Salazar considère que la politique étrangère, lorsqu’elle intervient sur le continent européen, a rarement pour but de défendre les intérêts vitaux de la nation portugaise. Il reste méfiant envers l'Allemagne hitlérienne (ainsi qu'envers les puissances de l’Axe) qui, dans une carte du Lebensraum, prévoit l'annexion du Portugal (en raison notamment de l'intérêt du pays et de ses colonies). Quelques jours avant la fin de la guerre d'Espagne, le 17 mars 1939, le Portugal et l'Espagne avaient signé le Pacte Ibérique, un traité de non-agression qui marquait le début d'une nouvelle ère dans les relations entre les deux pays. Les rencontres entre Franco et Salazar jouaient un grand rôle dans cette nouvelle donne politique. Un amendement fut signé le 29 juillet 1940, juste après la défaite française, face à l'Allemagne. D'après l'ambassadeur britannique à Madrid, Samuel Hoare, le pacte aurait eu une influence décisive dans le maintien de l'Espagne dans la neutralité en dehors de l'Europe hitlérienne. Pendant cette guerre, Lisbonne accueille l'exposition du monde portugais, du 23 mai au 2 juin 1940.
Salazar donne des instructions explicites à ses ambassadeurs pour qu'ils limitent l'octroi de visas aux personnes cherchant à fuir la France, lorsque celle-ci est envahie par l'Allemagne. Pendant l'été 1940, Aristides de Sousa Mendes, consul portugais à Bordeaux, passe outre aux consignes de Salazar (la fameuse « circulaire 14 ») et concède des visas, sauvant ainsi de nombreux juifs de la Shoah. Le nombre de visas délivrés par Sousa Mendes ne peut être estimé avec exactitude, mais selon l'historien Avraham Milgram, dans une étude publiée par le Shoah Resource Center, International School for Holocaust Studies, en 1999, les chiffres habituellement annoncés sont exagérés. Plus tard, une documentation sur Sousa Mendes a été rendue publique où il apparaîtrait qu'il ne fut jamais destitué et qu'il continua à recevoir son salaire de consul jusqu'à sa mort en 1954,. Bien qu'après l'éviction de Mendes, une période de flottement ait entraîné l'annulation de quelques centaines de visas et la fermeture de la frontière, dès 1942 les réfugiés entrés illégalement ne furent plus refoulés, et en 1943 on décida de rapatrier les Juifs portugais vivant en France. Finalement, entre 40 000 et 100 000 Juifs se réfugient au Portugal pendant la guerre,.
Durant la guerre, Salazar maintint également des relations commerciales avec les forces de l'Axe, ce qui bénéficia à l'industrie portugaise. Il fournit quelques métaux rares (tungstène et étain) au régime nazi et laissa quelques centaines de militants fascistes portugais s'engager dans la División Azul, alors que les militaires portugais combattaient les Japonais aux côtés des soldats néerlandais au Timor[réf. nécessaire].
Fidèle à l'alliance traditionnelle du Portugal et de la Grande-Bretagne, il permit, en août 1943, aux Alliés d'installer une base militaire aux Açores pour surveiller l'Atlantique et lutter contre les U-Boots. Le 4 mai 1945, lors de l'annonce de la mort d'Hitler, il fut l'un des seuls chefs d'État occidentaux – avec l'Irlandais Éamon de Valera – à envoyer un télégramme de condoléances à Berlin, et fit mettre les drapeaux en berne : une demi-journée de deuil national est décrétée, comme pour tout chef d'État entretenant des relations diplomatiques avec le Portugal.

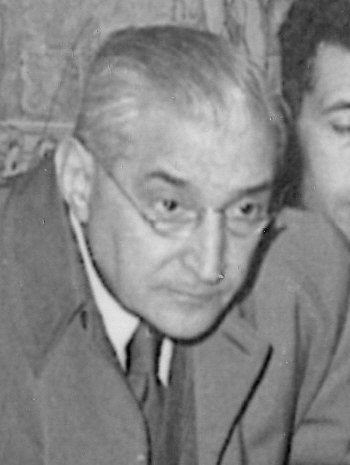
António de Oliveira Salazar.

En 1949, le Portugal intégra l'OTAN en raison du fort anti-communisme de Salazar et du rôle géostratégique des colonies portugaises.

### Guerre coloniale

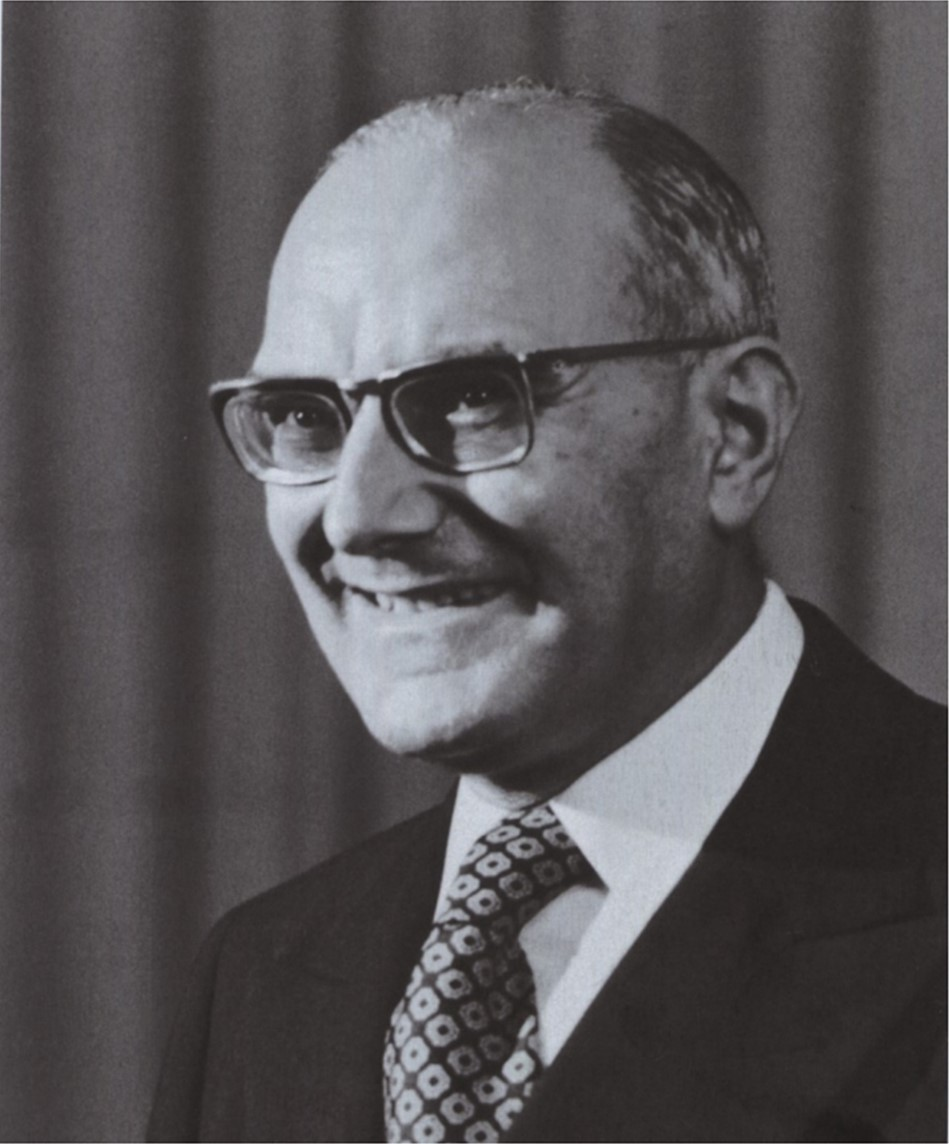
Marcelo Caetano.

Défenseur d'une politique colonialiste et partisan du lusotropicalisme, Salazar souhaite maintenir l'unité territoriale du « Portugal continental, insulaire et ultra-marin », « du Minho au Timor », alors que les nations européennes décolonisent progressivement l'Afrique.
Les guerres coloniales, qui durent de 1961 à la révolution des Œillets, en 1974, coûtent la vie à 16 278 soldats coloniaux et 26 000 soldats indépendantistes,,,,. Du côté civil, le bilan est estimé à 50 000 morts au Mozambique, 50 000 en Angola, 5 000 en Guinée et 5 000 colons blancs tués, soit un total de 110 000 morts civils,.
Il pratique une politique isolationniste sous le slogan « orgueilleusement seuls ». Isolé, le Portugal vit une époque de récession économique[réf. nécessaire] et culturelle.

### Mort et postérité
L'élection présidentielle de 1958 (pt), à laquelle l’opposition présente comme candidat le général Humberto Delgado, marque le début d’une crise politique interne. Salazar introduit quelques réformes plus symboliques qu'efficaces. Les méthodes du gouvernement ne changent pas. En 1961, un paquebot de croisière, le Santa Maria (pt), est dérouté par un opposant, Henrique Galvão, qui trouve refuge au Brésil. En 1965, des agents de la PIDE enlèvent et tuent en Espagne le général Delgado, devenu le symbole de l’opposition anti-salazariste, et sa secrétaire, près de Badajoz.
Il est contraint de renoncer au pouvoir en 1968, après avoir été victime d'un accident vasculaire cérébral. Il est remplacé par Marcelo Caetano. Étant nommé « président du Conseil à vie », personne ne l'informe de son éviction. Salazar meurt le 27 juillet 1970.
Son successeur, Marcelo Caetano, reste au pouvoir jusqu'en 1974 dans un pays affaibli. Il est renversé lors de la révolution des Œillets.
Le 25 mars 2007, un sondage réalisé au Portugal par la BBC et publié par la RTP place Antonio de Oliveira Salazar comme la personnalité la plus importante de l'histoire lusitanienne avec 41 % des voix. Ce sondage a été confirmé depuis par plusieurs autres études similaires plaçant même Salazar devant Vasco de Gama.

#### Ouvrages utilisés pour la rédaction de l'article
- (pt) Filipe Ribeiro de Meneses (trad. Teresa Casal), Salazar : Uma Biografia Politítica [« Salazar. A Political Biography »], Alfragide, Publicações Dom Quixote, 2010, 803 p. (ISBN 978-972-2-04005-1, BNF 42564454, lire en ligne) , [(pt) Présentation de l'ouvrage par l'éditeur] , [(fr) Présentation de l'ouvrage en revue spécialisée. Revue d'histoire politique, L'Harmattan, 2012, n°17.] , [(pt) Interview de l'auteur dans Público, sup. littéraire, Août 2010].
- P. Gilles, Le Redressement financier au Portugal,  éd. Librairie générale de droit et de jurisprudence, 1938, 222 p..
- Jacques Ploncard d'Assac, Salazar 1963 ; 2e augmentée, 1983 [ouvrage favorable à Salazar].
- (pt) Rita Amleida de Carvalho, Correspondência 1928-1968 : António de Oliveira Salazar/Manuel Gonçalves Cerejeira, Portugal, Instituto de Historia Contemporânea, 2010, 1re éd., 323 p. (ISBN 978-989-644-074-9).
- Jacques Georgel, O salazarismo, publicações Dom Quixote, 1985 (préface de Mario Soares).
- Jean-François Labourdette, Histoire du Portugal, Fayard, 2000, 703 p. (ISBN 9782213640105, lire en ligne).

#### Autres ouvrages sur le sujet
- Pomeyrols, Hauser, L'Action Française et l'Étranger : usage, réseaux et représentations de la droite nationaliste française, Paris, L'Harmattan, 2001, 148 p. (ISBN 978-2-7475-1778-2, BNF 38819260, présentation en ligne), p. 123-131.
- Christian Rudel, Salazar, Mercure de France, 1969, 276 p.
- Michel Cahen, « Salazarisme, fascisme et colonialisme »(Archive.org • Wikiwix • Archive.is • Google • Que faire ?) (consulté le 27 août 2017), Documentos de Trabalho, no 47.
- Yves Léonard, Salazarisme et fascisme,  éd. Chandeigne, 1996 (préface de Mario Soares).
- Yves Léonard, Salazar : le dictateur énigmatique, Perrin, 2024, 528 p.  (ISBN 978-2262037666)
- Henri Massis, Salazar face à face, 1961.
- Salazar, Principes d'action, préface de Pierre Gaxotte, portrait de Gustave Thibon, Fayard, 1956.
- Eduardo Coelho, António Macieira, Salazar, o fim e a morte : história de uma mistificação ; inclui os textos inéditos do Prof. Eduardo Coelho Salazar e o seu médico e Salazar visto pelo seu médico (1re éd.), Lisboa: Publ. Dom Quixote, 1995,  (ISBN 972-20-1272-X).
- Jean-Claude Rolinat, Salazar le regretté… Les Bouquins de Synthèse nationale, 2012, 164 pages.
- André de Staercke, Mémoires sur la Régence et la Question Royale., Bruxelles, Editions Racine, 2003, 384 p. (ISBN 9782873863166), p. 284-296.
- Olivier Dard, Célébrer Salazar en France (1930-1974) : du philosalazarisme au salazarisme français, Paris, Peter Lang, 2017.
- Fernando Rosas, L’art de durer. Le fascisme au Portugal, Éditions sociales, Paris, 2020, 346 pages.
- Jean-Paul Besse, Salazar. Le consul impavide, Versailles, Via Romana, 2023, 200 p.  (ISBN 978-2372712354)